# Ælfhere
Ælfhere (... – forse 983) fu Ealdorman di Mercia. La sua famiglia, insieme a quella di Æthelstan, il mezzo re ed Æthelstan Rota (floruit 940-970) raggiunse una certa potenza nel terzo decennio del X secolo. Durante il regno di Edoardo il Martire egli si allineò con il partito anti-monarchico alleandosi con la matrigna di Edoardo, Elfrida d'Inghilterra. Dopo la morte di Edoardo avvenuta per mano dei servi di Elfrida nel 978 Ælfhere si schierò con Etelredo II d'Inghilterra divenendo uno dei capi della nobiltà inglese fino alla morte sopraggiunta, probabilmente, nel 983.

## Le origini
Ælfhere nacque in data imprecisata da Ealhhelm (Floruit 940-951), uno dei tanti Ealdorman della Mercia che vissero sotto i regni dei due fratelli Edmondo I d'Inghilterra ed Edredo d'Inghilterra. La famiglia era probabilmente originaria del Regno del Wessex, come molte altre importanti famiglie merciane dell'epoca, e forse era imparentata con quella reale, magari essendo figli di una branca cadetta. La base di potere della famiglia si trovava probabilmente nei territori della diocesi di Worcester in quello che una volta era il regno di Hwicce.
Il fratello di Ælfhere, Ælfheah (fl.959-972), fu un'importante figura, avendo servito Edredo come intendente dal 956 e come Ealdorman dell'Hampshire dal 959. Uno degli altri fratelli di Ælfhere potrebbe essersi ammogliato con una delle nipoti di Dunstano di Canterbury.
Durante il proprio regno Edwing d'Inghilterra promosse Ælfhere a più alti uffici probabilmente per controbilanciare l'influenza di Æthelstan, il mezzo re e dei suoi parenti.
Le promozioni volute da Edwing fra cui quella di Ælfhere incontrò la ferma opposizione della vecchia guardia, ai conti si venne nel 957 anche se, pare, le questioni vennero risolte tutto sommato pacificamente.
Il regno venne, di fatto, diviso fra Edwing e suo fratello Edgardo d'Inghilterra, con il primo che governava a sud del Tamigi e l'altro a nord. Ælfhere superò l'impasse, abbandonò Edwing e divenne un leale servitore di Edgardo.

## L'Ealdorman
Dopo la partizione del regno Æthelstan si ritirò dalla vita pubblica lasciando Ælfhere quale capo degli Ealdorman per il nord e dal 959 al 975 egli fu quasi sempre il primo testimone per i documenti di Edgardo.
La Vita di Oswald di Worcester scritta da Byrhtferth si riferisce ad Ælfhere chiamandolo princeps merciorum gentis (principe del popolo di Mercia), titolo che venne usato le ultime volte ai tempi di Ethelfleda e Aelfwynn, e quale testimone di alcuni documenti di Oswald viene chiamato ealdorman di Mercia.
Suo fratello Ælfheah scompare dai documenti attorno al 972 ed è possibile che Ælfhere gli sia subentrato quale ealdorman dell'Hampshire o del Wessex centrale.
Quale ealdorman di Mercia Ælfhere fu coinvolto nei rapporti con i principi di Galles, le guerre in quella regione davano l'opportunità di raccogliere fama e ricchezze da spartire con la propria gente ed alleati. Nel 983 si ricorda una campagna contro il Regno di Brycheiniog e quello di Morgannwg con l'aiuto di Hywel ab Ieuaf, come registrato dagli Annales Cambriae.
Edgardo ebbe una vita coniugale piuttosto complicata e alla morte nel 975 lasciò due figli. Il maggiore Edoardo il Martire era probabilmente figlio di Æthelflæd, mentre il minore Etelredo II d'Inghilterra era figlio di Elfrida d'Inghilterra. Fonti più tarde indicano che Ælfhere fosse legato ad Elfrida cui suo fratello Ælfheah aveva lasciato delle terre nel proprio testamento. Entrambi i figli erano piuttosto giovani, Edoardo era sui quindici anni ed Etelredo di appena sette anni, va da sé che la disputa non era fra due re rivali, ma fra due fazioni opposte. Edoardo godeva del supporto della chiesa tanto che venne incoronato da Dunstano, Arcivescovo di Canterbury, da Oswald di Worcester, che era divenuto Arcivescovo di York e da Æthelwine, Ealdorman dell'Anglia Orientale (morto 992), in tutto questo Ælfhere era fra coloro che supportavano Etelredo.
Il breve regno di Edoardo fu contraddistinto da un movimento chiamato antimonastico e i cronisti, tutti ovviamente monaci, citano Ælfhere come capo di quel movimento che effettuava sequestri delle terre dei monasteri per mano dei magnati che ne facevano parte. Nel caso di Ælfhere le sue azioni paiono incentrarsi principalmente sulle terre del monastero fondato da Oswald di Worcester che si era notevolmente ingrandito grazie alle donazioni di Æthelstan.
Edoardo venne ucciso al Castello di Corfe il 18 marzo 978 e la sua matrigna Elfrida venne ampiamente biasimata per la sua morte dei cui dettagli si sa ben poco. Edoardo venne prima sepolto presso Wareham, ma uno o due anni dopo Ælfhere e Dunstano vollero inumarne i resti all'Abbazia di Shaftesbury. Se Ælfhere con questo gesto volesse dissociarsi pubblicamente dalla morte di Edoardo o in un qualche modo lavarsi la coscienza, dalla sua morte aveva certamente tratto vantaggio, può essere solo oggetto di congetture.
La Cronaca anglosassone data la sua morte al 983 ed Ælfhere venne sepolto all'Abbazia di Glastonbury. Suo cognato Ælfric Cild, marito di una sorella, gli succedette in alcuni dei suoi incarichi, ma venne esiliato nel 985. Di Ælfhere non si conoscono figli, solo due nipoti sono registrati nelle cronache, Ælfwine figlio di Ælfric che venne ucciso alla Battaglia di Maldon e Godwine, forse non semplicemente omonimo dell'uomo che fu ealdorman per il Regno di Lindsey che perì alla Battaglia di Assandun.